# Давид ди Донателло 2024
69-я ежегодная церемония вручения премии «Давид ди Донателло» итальянской Академии итальянского кино за достижения в итальянском кинематографе за 2023 год состоялась 3 мая 2024 в Чинечитта, Риме, Италия.
Как и в предыдущие годы, мероприятие транслировалось в прямом эфире на канале Rai 1, а ведущим был Карло Конти, к которому в течение вечера присоединилась Алессия Маркуцци. В отличие от предыдущих выпусков, перед церемонией состоялась красная дорожка, которую вёл Фабрицио Биджио.
Номинации были объявлены 3 апреля 2024 года. Фильм, получивший наибольшее количество побед, стал Я — капитан режиссёр Маттео Гарроне, с 7 общих достижений из 15 номинаций. За ним следует Всегда есть завтра (6), Похищенный (5), Дым над городом (3) и Адажио  (1).
Благодаря пяти завоёванным призам Паола Кортелези стала самой успешной женщиной в одном издании и побила рекорд Роберто Бениньи в 1998 (Жизнь прекрасна), как самый награждаемый человек в одном издании премии Давида ди Донателло.

## Кандидаты и победители

### Лучший фильм
- Я — капитан, режиссёр Маттео Гарроне
- Всегда есть завтра, режиссёр Паола Кортеллези
- Великая магия, режиссёр Нанни Моретти
- Химера, режиссёр Аличе Рорвахер
- Похищенный, режиссёр Марко Беллоккьо

### Лучший режиссёр
- Маттео Гарроне — Я — капитан
- Нанни Моретти — Великая магия
- Андреа Ди Стефано — Последняя ночь Аморе
- Аличе Рорвахер — Химера
- Марко Беллоккьо — Похищенный

### Лучший режиссёрский дебют
- Паола Кортеллези — Всегда есть завтра
- Джакомо Аббруццезе — Диско-бой
- Микаэла Рамаццотти — Счастье
- Микеле Риондино — Дым над городом
- Беппе Фиорелло — Странности любви

### Лучший оригинальный сценарий
- Фурио Андреотти, Джулия Календа и Паола Кортеллези — Всегда есть завтра
- Франческа Марчиано, Нанни Моретти, Федерика Понтремоли и Валия Сантелла — Великая магия
- Маттео Гарроне, Массимо Гаудиозо, Массимо Чеккерини и Андреа Тальяферри — Я — капитан
- Аличе Рорвахер — Химера
- Маурицио Брауччи и Микеле Риондино — Дым над городом

### Лучший адаптированный сценарий
- Марко Беллоккьо и Сузанна Никкьярелли — Похищенный
- Пьетро Марчелло, Маурицио Брауччи и Мод Амлин — Алые паруса
- Джорджо Диритти и Фредо Валла — Любо
- Эмма Данте, Элена Станканелли и Джорджо Васта — Милосердие
- Сидней Сибилиа и Армандо Феста — Сборник Эрри

### Лучший продюсер
- Archimede, Rai Cinema, Pathé и Tarantula — Я — капитан
- Марио Джанани и Лоренцо Гангаросса для Wildside, Vision Distribution в сотрудничестве с Sky и Netflix — Всегда есть завтра
- Никола Джулиано, Франческа Чима, Карлотта Калори, Виола Престьери для Indigo Film, Пьерпаоло Верга, Эдоардо Де Анджелис для O' Groove, Паоло Дель Брокко для Rai Cinema, Аттилио Де Радза для Tramp Limited, Марьяджованна Де Анджелис для Vgroove, Антонио Миякава для Wise Pictures — Команданте
- Джулия Акилли, Марко Алесси, Лионель Массоль, Полин Сейгланд и Андре Лоджи — Диско-бой
- Карло Кресто-Дина с Rai Cinema — Химера

### Лучшая актриса
- Паола Кортеллези — Всегда есть завтра
- Линда Кариди — Последняя ночь Аморе
- Изабелла Рагонезе — Среди волков
- Микаэла Рамаццотти — Счастье
- Барбара Рончи — Похищенный

### Лучший актёр
- Микеле Риондино — Дым над городом
- Антонио Альбанезе — Cento domeniche
- Valerio Mastandrea — Всегда есть завтра
- Пьерфранческо Фавино — Команданте
- Джош О’Коннор — Химера

### Лучшая актриса второго плана
- Эмануэла Фанелли — Всегда есть завтра
- Барбора Бобулова — Великая магия
- Альба Рорвахер — Химера
- Изабелла Росселлини — Химера
- Романа Маджора Вергано — Всегда есть завтра

### Лучший актёр второго плана
- Элио Джермано — Дым над городом
- Джорджо Коланджели — Всегда есть завтра
- Адриано Джаннини — Адажио
- Виничио Маркиони — Всегда есть завтра
- Сильвио Орландо — Великая магия

### Лучший оператор
- Паоло Карнера — Я — капитан
- Давид Леоне — Всегда есть завтра
- Ферран Паредес — Команданте
- Элен Лувар — Химера
- Франческо Ди Джакомо — Похищенный

### Лучшая музыка для фильма
- Subsonica — Адажио
- Леле Маркителли — Всегда есть завтра
- Франко Пьерсанти — Великая магия
- Андреа Фарри — Я — капитан
- Санти Пулвиренти — Последняя ночь Аморе

### Лучшая оригинальная песня
- La mia terra (музыка, текст и исполнение Диодато) — Дым над городом
- Adagio (музыка, текст и исполнение dei Subsonica) — Адажио
- La vita com'è (музыка, текст и исполнение Брунори Сас) — Il più bel secolo della mia vita
- Baby (музыка Андреа Фарри, текст и исполнение Сейду Сарр) — Я — капитан
- 'O Dj (Don't Give Up) (музыка, текст и исполнение Liberato) — Сборник Эрри

### Лучшая художественная постановка
- Андреа Касторино и Валерия Вечеллио — Похищенный
- Паола Коменчини и Фиорелла Чиколини — Всегда есть завтра
- Кармине Джуарино и Иоле Аутеро — Команданте
- Димитри Капуани и Роберта Тронкарелли — Я — капитан
- Эмита Фригато и Ракеле Мелиадо — Химера

### Лучший художник по костюмам
- Серджо Балло и Дарья Кальвелли — Похищенный
- Альберто Моретти — Всегда есть завтра
- Массимо Кантини Паррини — Команданте
- Стефано Кьяммитти — Я — капитан
- Лоредана Бушеми — Химера

### Лучший визаж
- Энрико Якопони — Похищенный
- Антонелло Реш, Лоренцо Тамбурини, Микеле Сальгаро Ваккаро и Франческа Галафасси — Адажио
- Эрманно Спера — Всегда есть завтра
- Паола Гаттабрузи и Лоренцо Тамбурини — Команданте
- Далия Колли и Роберта Марторина — Я — капитан

### Лучшие причёски
- Альберта Джулиани — Похищенный
- Тереза Ди Серио — Всегда есть завтра
- Массимо Гаттабрузи — Команданте
- Стефано Кьяммитти и Далия Колли — Я — капитан
- Даниэла Тартари — Химера

### Лучший монтаж
- Марко Сполетини — Я — капитан
- Валентина Мариани — Всегда есть завтра
- Джоджо Франкини — Последняя ночь Аморе
- Нелли Кветье — Химера
- Франческа Кальвелли и Стефано Мариотти — Похищенный

### Лучший звук
- Марисетта Ломбардо, Даниэла Бассани, Мирко Перри и Джанни Паллотто — Я — капитан
- Филиппо Поркари, Алессандро Фелетти, Лука Анцеллотти и Паоло Сегат — Всегда есть завтра
- Валентино Джанни, Алессандро Фелетти, Мирко Перри и Джанкарло Рутильяно — Команданте
- Алессандро Занон, Марта Биллингсли, Фабрицио Квадроли и Паоло Сегат — Великая магия
- Ксавье Лаворель, Марта Биллингсли и Максенс Сикави — Химера

### Лучший визуальные эффекты
- Лоран Крезо и Массимо Чиполлина — Я — капитан
- Стефано Леони и Фламиниа Мальтезе — Адажио
- Кевин Тод Хауг и Стейси Додж — Команданте
- Фабио Томассетти и Даниэле Томассетти — Denti da squalo
- Родольфо Мильяри и Лена Ди Дженнаро — Похищенный

### Лучший документальный фильм
- Laggiù qualcuno mi ama, режиссёр Марио Мартоне
- Enzo Jannacci — Vengo anch’io, режиссёр Джорджо Верделли
- Io, noi e Gaber, режиссёр Риккардо Милани
- Mur, режиссёр Кася Смутняк
- Roma, santa e dannata, режиссёр Роберто Д’Агостино, Марко Джиусти и Даниэле Чипри

### Лучший короткометражный фильм
- The Meatseller, режиссёр Маргарита Джусти
- Asterión, режиссёр Франческо Монтаньер
- Foto di gruppo, режиссёр Томмазо Франджини
- In quanto a noi, режиссёр Симоне Масси
- We Should All Be Futurists, режиссёр Анджела Норелли

### Лучший иностранный фильм
- Анатомия падения, режиссёр Жюстин Трие
- Хищники, режиссёр Родриго Сорогойен
- Опавшие листья, режиссёр Аки Каурисмяки
- Убийцы цветочной луны, режиссёр Мартин Скорсезе
- Оппенгеймер, режиссёр Кристофер Нолан

### Премия Давида Джовани
- Всегда есть завтра, режиссёр Паола Кортеллези
- Команданте, режиссёр Эдоардо Де Анджелис
- Я — капитан, режиссёр Маттео Гарроне
- Последний раз, когда мы были детьми, режиссёр Клаудио Бизио
- Странности любви, режиссёр Беппе Фиорелло

### Премия «Давид ди Донателло» за жизненные достижения
- Милена Вукотич — карьера
- Джорджо Мородер — карьера
- Винченцо Моллика — David speciale

### David dello spettatore
- Всегда есть завтра, режиссёр Паола Кортеллези — 5 534 653 зрителей

## Конфликт
Церемония награждения вызвала споры по поводу выбора ведущих после неосторожного высказывания журналиста Альберто Дандоло из журнала Oggi. В статье журналист сообщил, что изначально проведение церемонии было поручено Карло Конти и Джеппи Куччари, однако назначение последнего было «заблокировано в высших политических кругах», поскольку «комедия […] была слишком подрывной […] для нового правого RAI». Некоторые газеты связали этот выбор со спорами вокруг LXXVII премии «Стрега», которую проводил Куччари, по поводу голосования за книги, представленные на конкурс, министра культуры в правительстве Мелони, Дженнаро Санджулиано. Движение «5 звёзд» обратилось к правительству за разъяснениями по поводу предполагаемой цензуры. После того, как Санджулиано заявил о своей неосмотрительности, он заявил, что не имеет отношения к фактам.